# Ivan Lupták
Ivan Lupták (* 3. září 1986 Kladno) je český divadelní a filmový herec.

## Život
Narodil se na Kladně. Po maturitě nastoupil na DAMU, obor činoherní herectví. Na konci čtvrtého ročníku dostal nabídku na stálé angažmá v Divadle Na zábradlí, zde byl devět sezón (2010–2019). Během těchto let spolupracoval a stále spolupracuje i s jinými pražskými divadelními scénami, například s autorským divadlem jeho spolužáků z DAMU (Milan Šotek, Igor Orozovič, Jiří Suchý z Tábora a Lucie Polišenská) - Cabaret Calembour. Od roku 2018 hraje v seriálu Ordinace v růžové zahradě.
V srpnu 2020 se veřejně přihlásil k tomu, že je gay a že má přítele.

## Filmografie (výběr)

### Film
- 2008: Anglické jahody
- 2012: Probudím se včera
- 2014: MY 2
- 2017: Zahradnictví – Nápadník
- 2020: Případ mrtvého nebožtíka
- 2021: Deníček moderního fotra

### Televize
- 2017: Bohéma (TV seriál)
- 2017: Četníci z Luhačovic (TV seriál)
- 2017: Život a doba soudce A. K. (TV seriál)
- 2018: Můj strýček Archimedes (TV film)
- 2018: Ordinace v růžové zahradě 2 (TV seriál)
- 2019: Strážmistr Topinka (TV seriál)
- 2020: Herec (TV seriál)
- 2022: Chlap (TV seriál)